# باغويية (فتح أباد)
باغويية (بالفارسية: باغوییه) هي قرية تقع في إيران في Fathabad Rural District. يقدر عدد سكانها بـ 24 نسمة .